# Eduard Taaffe
Eduard Franz Joseph Graf von Taaffe, 11º Vizconde Taaffe (24 de febrero de 1833 - 29 de noviembre de 1895) fue un estadista austriaco, quien sirvió durante dos mandatos como Ministro-Presidente de la Cisleitania, liderando los gabinetes entre 1868 y 1870 y entre 1879 y 1893. Era un vástago de la dinastía noble irlandesa Taaffe, quien tenía títulos hereditarios en dos países: Condes Imperiales (Reichsgrafen) del Sacro Imperio Romano Germánico y vizcondes en la nobleza de Irlanda (en el Reino Unido).

## Antecedentes y primeros años

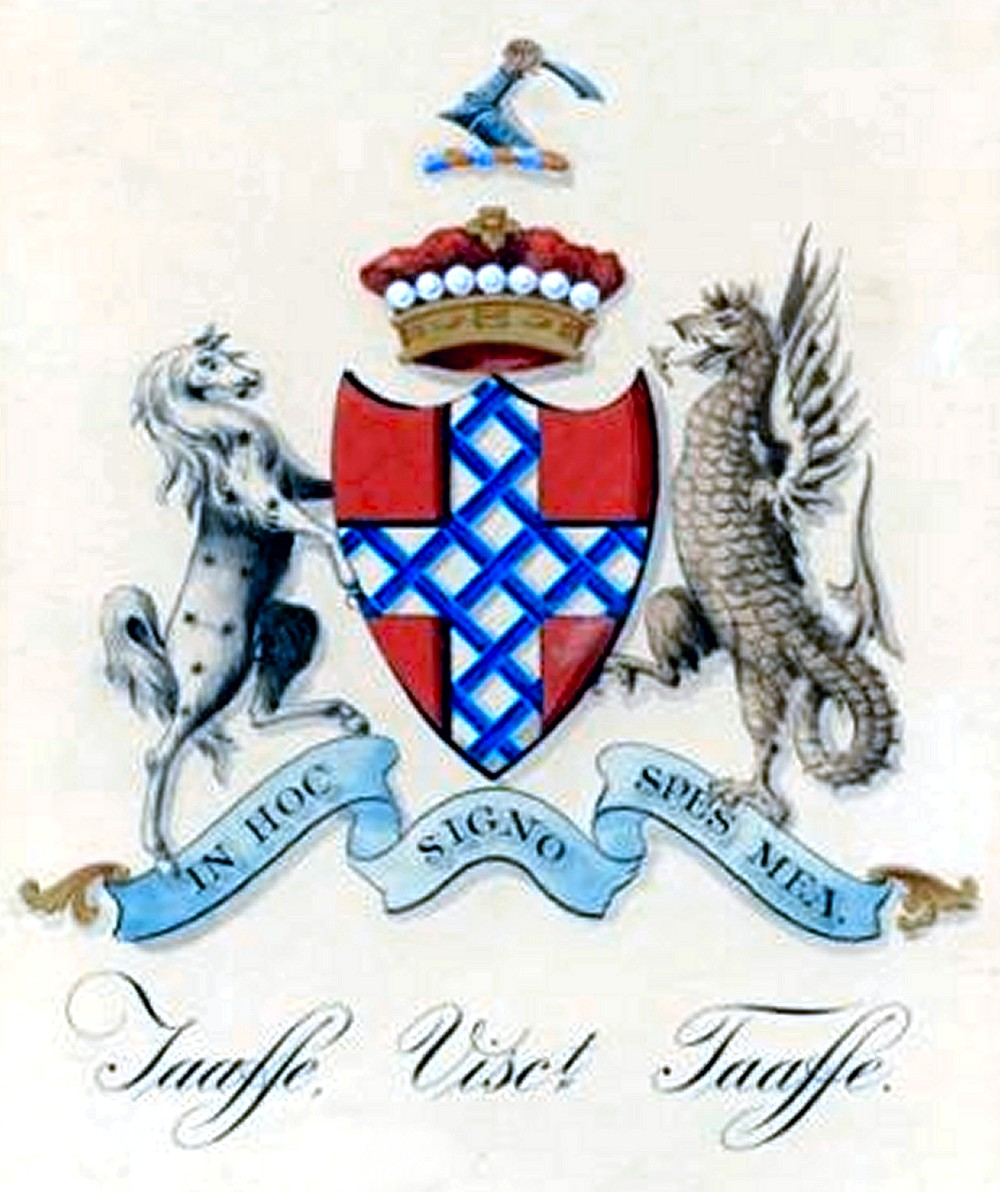
Escudo de armas de Taaffe.

Taaffe era el segundo hijo varón del Conde Luis Taaffe, 9º Vizconde Taaffe (1791-1855), Ministro de Justicia austriaco durante las Revoluciones de 1848 y presidente del tribunal de apelación. Su ancestro Francisco Taaffe, 3º Conde de Carlingford (1639-1704) había entrado al servicio de la Monarquía Habsburgo en el siglo XVII; la familia sostuvo grandes fincas en Bohemia.
Como niño, Eduard Taaffe fue uno de los seleccionados compañeros del joven Archiduque Francisco José, que en 1848 fue coronado emperador de Austria. Esta conexión condujo a una distinguida carrera política para Taaffe en el servicio de los Habsburgo. Estudió derecho en la Universidad de Viena y entró en el servicio público en 1852. A partir de 1861 sirvió en el gobierno de la corona bohemia en Praga y en 1863 fue elegido Landespräsident (stadtholder) en el Ducado de Salzburgo. Apoyó la implementación de la constitución de la Patente de Febrero bajo el ministro de Estado Anton von Schmerling y en 1864 se convirtió en miembro de la Dieta Bohemia (Landtag), donde sin embargo no sobresalió. En 1867 el Jefe de la Conferencia de Ministros, el Conde Richard Belcredi, le eligió stadtholder de la Alta Austria en Linz.
A la muerte de su hermano mayor Carlos (1823-1873), coronel en el Ejército austrohúngaro, Eduard Graf von Taaffe sucedió en los títulos irlandeses. Se había casado con la Condesa Irma Tsaky en 1862, con quien tuvo cuatro hijas y un hijo, Enrique.

## Vida política

### Ministro-Presidente (primer mandato)
Durante el Compromiso austrohúngaro de 1867, el emperador Francisco José le ofreció el puesto de ministro del Interior en el gabinete del Conde Friedrich Ferdinand von Beust. En junio se convirtió en vicepresidente del ministerio, y para final de año entró en el primer ministerio (Bürgerministerium) de la recién organizada porción austriaca de la monarquía. Durante los siguientes tres años tomó parte notable en los confusos cambios políticos, y probablemente más que ningún otro político representó los deseos del emperador.
Taaffe había entrado en el ministerio como Liberal Alemán, pero pronto tomó una posición intermedia entre la mayoría Liberal del Bürgerministerium (mayoritariamente de plebeyos) y el partido que deseaba una constitución federal y que estaba mayormente apoyado por la corte. Entre septiembre de 1868 y enero de 1870, después del retiro de Auersperg, fue presidente del gabinete. En 1870, el gobierno se centró en la cuestión de la revisión de la constitución: Taaffe con Potocki y Johann Nepomuk Berger deseaba hacer algunas concesiones a los Federalistas; la mayoría Liberal deseaba preservar sin menoscabo la autoridad del Consejo Imperial. Los dos partidos presentaron memorandos al emperador, cada uno defendiendo su visión y ofreciendo su dimisión: después de cierta vacilación el emperador aceptó la política de la mayoría, y Taaffe con sus compañeros dimitió.

### Segundo mandato

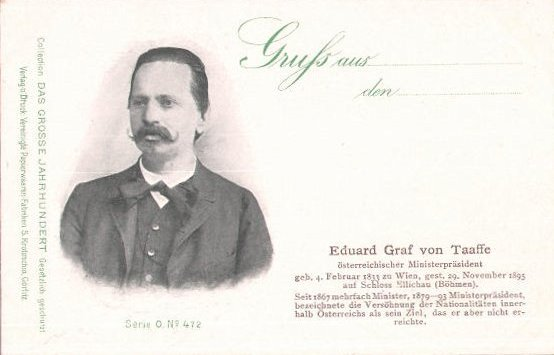
Conde Eduard Taaffe.

Los Liberales, sin embargo, fracasaron en formar un nuevo gobierno, ya que los representantes de la mayoría de los territorios rechazaron comparecer en el Consejo Imperial: dimitieron, y en el mes de abril Potocki y Taaffe volvieron al puesto. El último fracasó, no obstante, en un intento de entendimiento con lo checos, y tuvieron que dejar paso al gabinete Clerical y Federalista de Hohenwart. Taaffe ahora se convirtió en gobernador del Tirol, pero en 1879, tras el colapso del gobierno Liberal, fue rellamado al alto cargo. En un principio, intentó llevar a cabo el gobierno sin un cambio de principios, pero pronto encontró necesario llegar a un entendimiento con los partidos Feudal y Federal y fue responsable de conducir las negociaciones que en las elecciones del mismo año dieron una mayoría a diferentes grupos de la oposición Nacional y Clerical. En julio se convirtió en Ministro-Presidente: en un principio continuó gobernando con los Liberales, pero pronto esto se hizo imposible, y se vio obligado a buscar el apoyo de los Conservadores.
De los Católicos conservadores emergió la legislación para ayudar a las clases trabajadoras. Recurrieron a la reforma social utilizando modelos suizos y alemanes, interviniendo en asuntos económicos del estado. En Alemania el Canciller Otto von Bismarck había utilizado estas políticas para neutralizar las promesas socialistas. Los Católicos estudiaron la Ley Suiza de Fábricas de 1877 que limitaba las horas de trabajo, y daba beneficios a la maternidad, y las leyes alemanas que aseguraban a los trabajadores contra los riesgos industriales inherentes al lugar de trabajo. Esto sirvió de base para la Enmienda del Código de Comercio de Austria de 1885.

### Reforma electoral de 1882
El Conde Taaffe es mayormente recordado por su reforma electoral de 1882, que reducía a 5 florines el impuesto mínimo base requerido a un hombre de más de 24 años para votar. Antes de esta reforma, el impuesto base era establecido localmente, pero usualmente era considerablemente más alto, de tal modo que solo el 6% de la población masculina de la Cisleitania estaba en condiciones de votar. No obstante, incluso después de esta reforma, había todavía cuatro clases de votantes cuyo voto contaba diferente, según la cantidad de impuestos que pagaba cada individuo.
La siguiente reforma electoral fue promulgada en 1896 por Kasimir Felix Graf Badeni, quien logró llevar a cabo reformas más radicales que las que Taaffe había conseguido.

### Políticas sobre nacionalidades
Fue un gran logro de Taaffe el persuadir a los checos que abandonaran la política de abstención y tomaran parte en el parlamento. Era del apoyo de estos, de los polacos, y de los Clericales que su mayoría dependía. Su intención declarada era unir a las nacionalidades de Austria: los alemanes y eslavos, como decía, eran parte igual integral de Austria; ningunos debían ser oprimidos; ambos debían unirse para formar el parlamento austriaco. A pesar de la creciente oposición de los Liberales alemanes, quienes rechazaban aceptar la igualdad de las nacionalidades, mantuvo su posición durante trece años.

## Últimos años
En 1893 fue derrotado en una propuesta para la revisión del derecho de voto, y dimitió. Se retiró a la vida privada, y murió dos años después en su residencia rural, Ellischau, en Bohemia.